# Boisseuil
Boisseuil é uma comuna francesa na região administrativa da Nova Aquitânia, no departamento de Alto Vienne. Estende-se por uma área de 18,92 km². Em 2010 a comuna tinha 2 990 habitantes (densidade: 158 hab./km²).